# Emir Sahiti
Emir Sahiti (Zemun, 29 novembre 1998) è un calciatore kosovaro con cittadinanza albanese, attaccante dell'Amburgo.

## Biografia
Nato a Zemun in Serbia, ma è di nazionalità kosovaro albanese.
Ha un fratello più grande, Suad, anch'egli calciatore, che gioca nel Sebenico.

## Carriera

### Club

#### Gli inizi
Il 1º agosto 2015 viene acquistato a titolo definitivo dalla squadra macedone del Rabotnički, con cui firma un contratto triennale con scadenza il 30 giugno 2018.

#### Hajduk Spalato ed il prestito al Sebenico
Il 3 febbraio 2018 passa in prestito con diritto di riscatto all'Hajduk Spalato II. Il 28 agosto viene acquistato a titolo definitivo dalla squadra croata dell'Hajduk Spalato, con cui firma un contratto quadriennale. Il 23 febbraio 2019 esordisce con la prima squadra subentrando, al secondo tempo al posto di Anthony Kalik, nella partita casalinga di campionato pareggiata 0-0 contro il HNK Gorica.
Il 12 agosto 2020 viene ufficializzato il suo prestito annuale al club croato neopromosso del Sebenico. Il 18 ottobre 2020 contribuisce alla storica vittoria del suo club proprio contro l'Hajduk Spalato, segnando anche una rete.
Di ritorno dal prestito dai Narančasti, il 23 giugno 2021 prolunga il contratto con i Bili fino al 30 giugno 2025. Il 29 luglio contro il Tobyl, nella partita di ritorno valida per il secondo turno preliminare di Conference League, mette a segno la sua prima rete con i Majstori s mora. Il 14 agosto nella trasferta di campionato contro lo Slaven Belupo mette a referto la sua prima rete in 1.HNL.
Il 30 novembre seguente trova la prima rete personale in Coppa di Croazia andando a segno in occasione del quarto di finale vinto in casa della Lokomotiva Zagabria (3-6).
Cinque giorni dopo, su assist di Marko Livaja, sigla la rete del definitivo 0-2 nel vittorioso derby eterno di campionato contro la Dinamo Zagabria.
Il 26 maggio 2022 regala un assist su calcio d'angolo a Ferro nella finale di Coppa di Croazia vinta contro il Rijeka (1-3).
Il 1º ottobre 2023 mette a referto il gol decisivo nel derby di campionato vinto contro la Dinamo Zagabria (1-0).

#### Amburgo
Il 30 agosto 2024 viene ceduto a titolo definitivo all'Amburgo militante in 2. Bundesliga. Fa il suo debutto il 28 settembre seguente, parte da titolare nel match casalingo di campionato terminato 2-2 contro il Paderborn.

### Nazionale
Debutta con la maglia della nazionale albanese Under-21 il 27 marzo 2018 nella partita valida per le qualificazioni all'Europeo 2019, persa per 4-1 contro la Slovacchia Under-21.
Il 28 dicembre 2021 ufficializza alla FFK la sua volontà di indossare la divisa del Kosovo. Il 18 marzo 2022 viene convocato per la prima volta dal CT Alain Giresse, pochi giorni il suo debutto viene rinviato a causa di un infortunio. Fa il suo debutto con la maglia dei Dardani il 9 giugno seguente, subentra al posto di Milot Rashica nella la partita di Nations League vinta contro l'Irlanda del Nord (3-2). Il 15 ottobre 2024 trova la prima marcatura in nazionale, sigla la rete per il definitivo 3-0 nella vittoria contro Cipro.

## Statistiche

### Presenze e reti nei club
Statistiche aggiornate al 2 marzo 2025.
| Stagione                 | Squadra                  | Campionato               | Campionato | Campionato | Coppe nazionali | Coppe nazionali | Coppe nazionali | Coppe continentali | Coppe continentali | Coppe continentali | Altre coppe | Altre coppe | Altre coppe | Totale | Totale |
| Stagione                 | Squadra                  | Comp                     | Pres       | Reti       | Comp            | Pres            | Reti            | Comp               | Pres               | Reti               | Comp        | Pres        | Reti        | Pres   | Reti   |
| ------------------------ | ------------------------ | ------------------------ | ---------- | ---------- | --------------- | --------------- | --------------- | ------------------ | ------------------ | ------------------ | ----------- | ----------- | ----------- | ------ | ------ |
| 2015-2016                | Rabotnički               | PL                       | 7          | 0          | CM              | 3               | 0               | UEL                | -                  | -                  | -           | -           | -           | 10     | 0      |
| 2016-2017                | Rabotnički               | PL                       | 16         | 0          | CM              | 0               | 0               | UEL                | 0                  | 0                  | -           | -           | -           | 16     | 0      |
| 2017-feb. 2018           | Rabotnički               | PL                       | 9          | 1          | CM              | 0               | 0               | UEL                | 3                  | 0                  | -           | -           | -           | 12     | 1      |
| Totale Rabotnički        | Totale Rabotnički        | Totale Rabotnički        | 32         | 1          |                 | 3               | 0               |                    | 3                  | 0                  |             | -           | -           | 38     | 1      |
| feb.-giu. 2018           | Hajduk Spalato II        | 2. HNL                   | 9          | 1          | -               | -               | -               | -                  | -                  | -                  | -           | -           | -           | 9      | 1      |
| 2018-2019                | Hajduk Spalato II        | 2. HNL                   | 14         | 1          | -               | -               | -               | -                  | -                  | -                  | -           | -           | -           | 14     | 1      |
| 2019-2020                | Hajduk Spalato II        | 2. HNL                   | 2          | 0          | -               | -               | -               | -                  | -                  | -                  | -           | -           | -           | 2      | 0      |
| Totale Hajduk Spalato II | Totale Hajduk Spalato II | Totale Hajduk Spalato II | 25         | 2          |                 | -               | -               |                    | -                  | -                  |             | -           | -           | 25     | 2      |
| 2018-2019                | Hajduk Spalato           | 1. HNL                   | 4          | 0          | CC              | 0               | 0               | UEL                | -                  | -                  | -           | -           | -           | 4      | 0      |
| 2020-2021                | Sebenico                 | 1. HNL                   | 33         | 7          | CC              | 2               | 0               | -                  | -                  | -                  | -           | -           | -           | 35     | 7      |
| 2021-2022                | Hajduk Spalato           | 1. HNL                   | 32         | 5          | CC              | 5               | 1               | UECL               | 2                  | 1                  | -           | -           | -           | 39     | 7      |
| 2022-2023                | Hajduk Spalato           | HNL                      | 27         | 4          | CC              | 1               | 0               | UECL               | 4                  | 1                  | SC          | 1           | 0           | 33     | 5      |
| 2023-2024                | Hajduk Spalato           | HNL                      | 32         | 4          | CC              | 3               | 2               | UECL               | 2                  | 0                  | SC          | 1           | 0           | 38     | 6      |
| lug.-ago. 2024           | Hajduk Spalato           | HNL                      | 4          | 0          | CC              | 0               | 0               | UECL               | 3                  | 0                  | -           | -           | -           | 7      | 0      |
| Totale Hajduk Spalato    | Totale Hajduk Spalato    | Totale Hajduk Spalato    | 99         | 13         |                 | 9               | 3               |                    | 11                 | 2                  |             | 2           | 0           | 121    | 18     |
| 2024-2025                | Amburgo                  | 2L                       | 12         | 1          | CG              | 0               | 0               | -                  | -                  | -                  | -           | -           | -           | 12     | 1      |
| Totale carriera          | Totale carriera          | Totale carriera          | 201        | 24         |                 | 14              | 3               |                    | 14                 | 2                  |             | 2           | 0           | 231    | 29     |

### Cronologia presenze e reti in nazionale
| Cronologia completa delle presenze e delle reti in nazionale ― Kosovo | Cronologia completa delle presenze e delle reti in nazionale ― Kosovo | Cronologia completa delle presenze e delle reti in nazionale ― Kosovo | Cronologia completa delle presenze e delle reti in nazionale ― Kosovo | Cronologia completa delle presenze e delle reti in nazionale ― Kosovo | Cronologia completa delle presenze e delle reti in nazionale ― Kosovo | Cronologia completa delle presenze e delle reti in nazionale ― Kosovo | Cronologia completa delle presenze e delle reti in nazionale ― Kosovo |
| Data                                                                  | Città                                                                 | In casa                                                               | Risultato                                                             | Ospiti                                                                | Competizione                                                          | Reti                                                                  | Note                                                                  |
| --------------------------------------------------------------------- | --------------------------------------------------------------------- | --------------------------------------------------------------------- | --------------------------------------------------------------------- | --------------------------------------------------------------------- | --------------------------------------------------------------------- | --------------------------------------------------------------------- | --------------------------------------------------------------------- |
| 9-6-2022                                                              | Pristina                                                              | Kosovo                                                                | 3 – 2                                                                 | Irlanda del Nord                                                      | UEFA Nations League 2022-2023 - 1º turno                              | -                                                                     | 88’                                                                   |
| 12-6-2022                                                             | Volo                                                                  | Grecia                                                                | 2 – 0                                                                 | Kosovo                                                                | UEFA Nations League 2022-2023 - 1º turno                              | -                                                                     | 90+1’                                                                 |
| 6-9-2024                                                              | Pristina                                                              | Kosovo                                                                | 0 – 3                                                                 | Romania                                                               | UEFA Nations League 2024-2025 - 1º turno                              | -                                                                     | 81’                                                                   |
| 9-9-2024                                                              | Larnaca                                                               | Cipro                                                                 | 0 – 4                                                                 | Kosovo                                                                | UEFA Nations League 2024-2025 - 1º turno                              | -                                                                     | 70’                                                                   |
| 15-10-2024                                                            | Pristina                                                              | Kosovo                                                                | 3 – 0                                                                 | Cipro                                                                 | UEFA Nations League 2024-2025 - 1º turno                              | 1                                                                     | 67’                                                                   |
| 20-3-2025                                                             | Pristina                                                              | Kosovo                                                                | 2 – 1                                                                 | Islanda                                                               | UEFA Nations League 2024-2025 - Play-off                              | -                                                                     | 46’                                                                   |
| 23-3-2025                                                             | Murcia                                                                | Islanda                                                               | 1 – 3                                                                 | Kosovo                                                                | UEFA Nations League 2024-2025 - Play-off                              | -                                                                     | 78’                                                                   |
| Totale                                                                |                                                                       | Presenze                                                              | 7                                                                     |                                                                       | Reti                                                                  | 1                                                                     |                                                                       |

| Cronologia completa delle presenze e delle reti in nazionale ― Albania under 21 | Cronologia completa delle presenze e delle reti in nazionale ― Albania under 21 | Cronologia completa delle presenze e delle reti in nazionale ― Albania under 21 | Cronologia completa delle presenze e delle reti in nazionale ― Albania under 21 | Cronologia completa delle presenze e delle reti in nazionale ― Albania under 21 | Cronologia completa delle presenze e delle reti in nazionale ― Albania under 21 | Cronologia completa delle presenze e delle reti in nazionale ― Albania under 21 | Cronologia completa delle presenze e delle reti in nazionale ― Albania under 21 |
| Data                                                                            | Città                                                                           | In casa                                                                         | Risultato                                                                       | Ospiti                                                                          | Competizione                                                                    | Reti                                                                            | Note                                                                            |
| ------------------------------------------------------------------------------- | ------------------------------------------------------------------------------- | ------------------------------------------------------------------------------- | ------------------------------------------------------------------------------- | ------------------------------------------------------------------------------- | ------------------------------------------------------------------------------- | ------------------------------------------------------------------------------- | ------------------------------------------------------------------------------- |
| 14-11-2017                                                                      | Mtskheta                                                                        | Georgia under 21                                                                | 3 – 0                                                                           | Albania under 21                                                                | Amichevole                                                                      | -                                                                               | 65’                                                                             |
| 27-3-2018                                                                       | Žilina                                                                          | Slovacchia under 21                                                             | 4 – 1                                                                           | Albania under 21                                                                | Qual. Europeo Under-21 2019                                                     | -                                                                               | 60’                                                                             |
| 28-5-2018                                                                       | Elbasan                                                                         | Albania under 21                                                                | 0 – 2                                                                           | Bosnia ed Erzegovina under 21                                                   | Amichevole                                                                      | -                                                                               |                                                                                 |
| 5-6-2018                                                                        | Elbasan                                                                         | Albania under 21                                                                | 3 – 2                                                                           | Bielorussia under 21                                                            | Amichevole                                                                      | 2                                                                               | 46’                                                                             |
| 8-6-2018                                                                        | Elbasan                                                                         | Albania under 21                                                                | 1 – 1                                                                           | Bielorussia under 21                                                            | Amichevole                                                                      | -                                                                               |                                                                                 |
| 6-9-2018                                                                        | Cordova                                                                         | Spagna under 21                                                                 | 3 – 0                                                                           | Albania under 21                                                                | Qual. Europeo Under-21 2019                                                     | -                                                                               | 60’                                                                             |
| 11-10-2018                                                                      | Tirana                                                                          | Albania under 21                                                                | 0 – 1                                                                           | Spagna under 21                                                                 | Qual. Europeo Under-21 2019                                                     | -                                                                               | 87’                                                                             |
| 16-10-2018                                                                      | Pärnu                                                                           | Estonia under 21                                                                | 2 – 2                                                                           | Albania under 21                                                                | Qual. Europeo Under-21 2019                                                     | -                                                                               | 20’ 46’                                                                         |
| 23-3-2019                                                                       | Elbasan                                                                         | Albania under 21                                                                | 1 – 2                                                                           | Turchia under 21                                                                | Qual. Europeo Under-21 2021                                                     | -                                                                               | 66’                                                                             |
| 26-3-2019                                                                       | Andorra la Vella                                                                | Andorra under 21                                                                | 2 – 2                                                                           | Albania under 21                                                                | Qual. Europeo Under-21 2021                                                     | -                                                                               | 34’                                                                             |
| 9-9-2019                                                                        | Durazzo                                                                         | Albania under 21                                                                | 0 – 4                                                                           | Austria under 21                                                                | Qual. Europeo Under-21 2021                                                     | -                                                                               | 70’                                                                             |
| Totale                                                                          |                                                                                 | Presenze                                                                        | 11                                                                              |                                                                                 | Reti                                                                            | 2                                                                               |                                                                                 |

## Palmarès

### Club

#### Competizioni nazionali
- Coppa di Croazia: 2

Hajduk Spalato: 2021-2022, 2022-2023